# Ray Collins
Ray Collins (19. listopadu 1936 Pomona, Kalifornie, USA – 24. prosince 2012, Claremont) byl americký zpěvák, znám především jako jeden z mnoha členů rockové skupiny The Mothers of Invention. Před Mothers hrál s různými doo-wopovými skupinami. Svou hudební kariéru začal v padesátých letech 20. století v Los Angeles.
V roce 1964 založil spolu s Jimmy Carl Blackem, Royem Estradou a Frankem Zappou skupinu The Soul Giants, která se později přejmenovala na The Mothers of Invention. Podílel se na albech Freak Out! (1966), Absolutely Free (1967), Cruising with Ruben & the Jets (1968), Uncle Meat (1969), Weasels Ripped My Flesh (1970) a podílel se i na filmu Uncle Meat. Rovněž hrál na několika archivních albech, jako The Lost Episodes (1996), Joe's Corsage (2004) a Greasy Love Songs (2010).
18. prosince 2012 byl po infarktu hospitalizován a od té doby byl v kómatu. Již v té době se na internet dostalo několik poplašných zpráv o jeho smrti. Zemřel 24. prosince 2012.